# SMILES

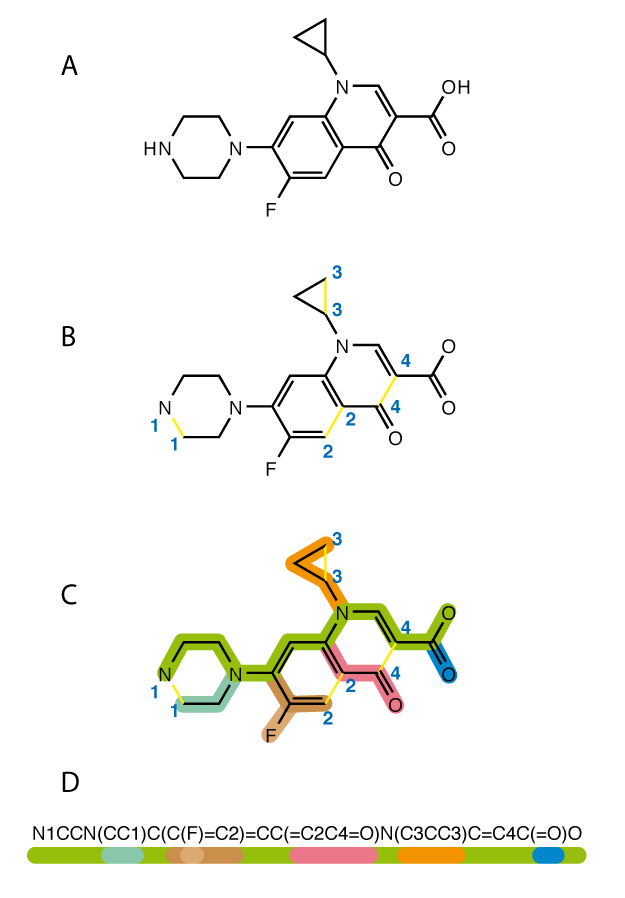
Algoritmo de geração SMILES para a Ciprofloxacina: se quebra os ciclos e, em seguida, se escreve como ramificações de um backbone principal

SMILES, do inglês simplified molecular-input line-entry system, é uma forma de representar estruturas químicas usando caracteres ASCII.

## História
A especificação SMILES original foi iniciada por David Weininger no USEPA Mid-Continent Ecology Division Laboratory em Duluth na década de 1980.

## Descrição
Em sua forma mais concisa, átomos de hidrogênio não são representados, os demais átomos são representados por seu símbolo químico, ligações duplas por =, ligações triplas por #, ramificações são representadas por parêntesis, anéis por números e átomos em cadeias aromáticas pelas minúsculas.
Por exemplo:
- A água é representada por O (fica implícito que tem 2 hidrogênios).
- Analogamente, metano, amônia, ácido sulfídrico e ácido clorídrico são representados, respectivamente, por C, N, S e Cl.
- Dióxido de carbono é representado por O=C=O.
- Ácido cianídrico é representado por C#N (ou N#C).
- Isopropanol é representado por CC(O)C.
- Propanona é representada por CC(=O)C.
- Cicloexano é representado por C1CCCCC1
- Benzeno é representado por C1=CC=CC=C1